# 科隆市政厅
科隆市政厅（德語：Kölner Rathaus）是德国科隆的一座历史建筑，介于内城区的市政厅广场和老集市广场之间，为市议会和市长办公室所在地。这是德国最古老的市政厅，已有900余年历史。
科隆市政厅包含了各种建筑风格: 14世纪市政厅、15世纪的哥特式塔楼、16世纪文艺复兴风格凉廊、20世纪现代风格的中庭。所谓“西班牙建筑”（Spanischer Bau）是其在市政厅广场西北侧的延伸，并不直接与主楼相连。

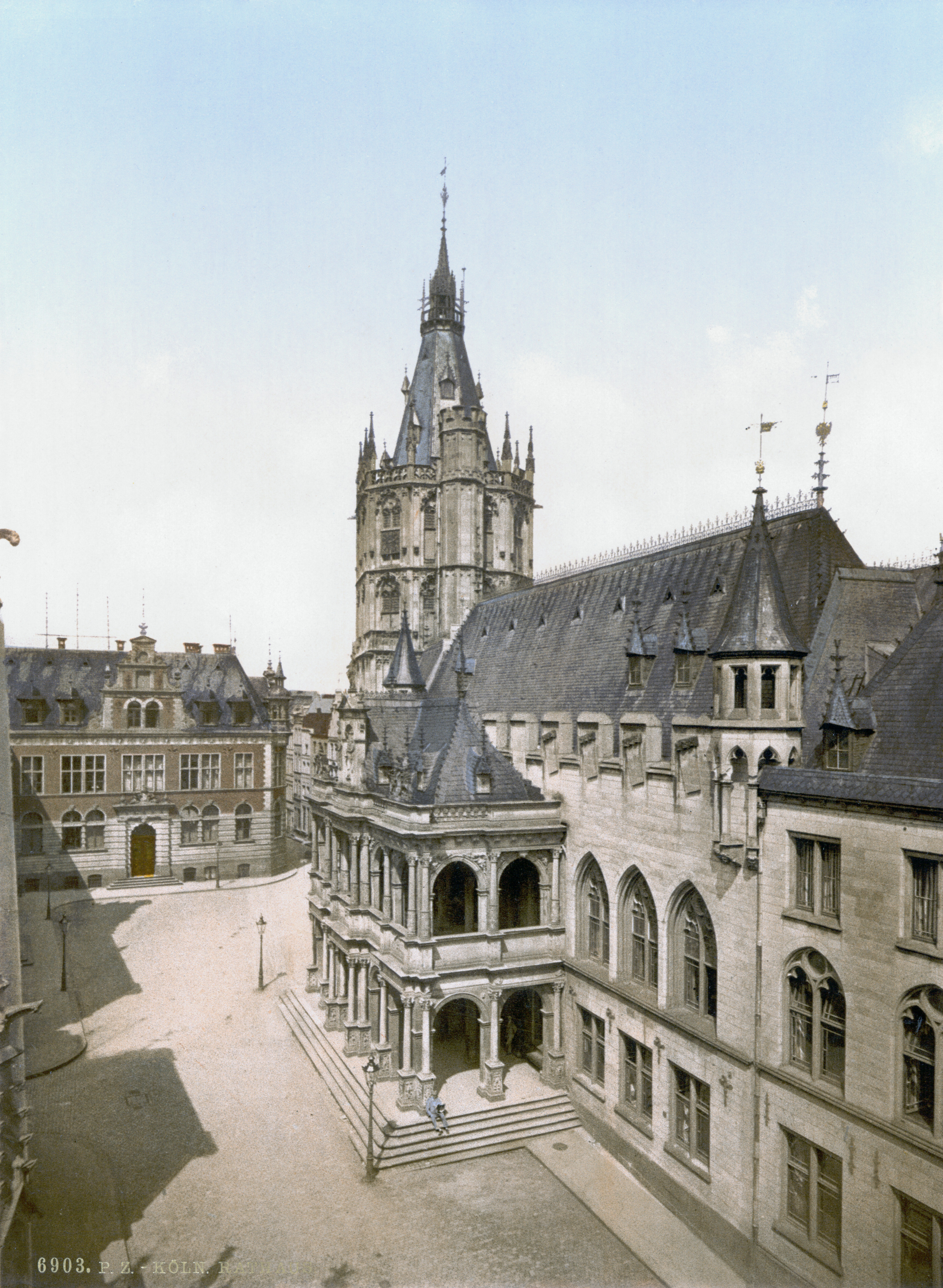
科隆市政厅，1900